# Alida de Sienne
Pour les articles homonymes, voir Alde.
Alida de Sienne (ou Alda ou Aldobrandesca) (1249, Sienne - 1309, Sienne),  est une bienheureuse italienne connue sous le nom français de  sainte Alde.

## Biographie

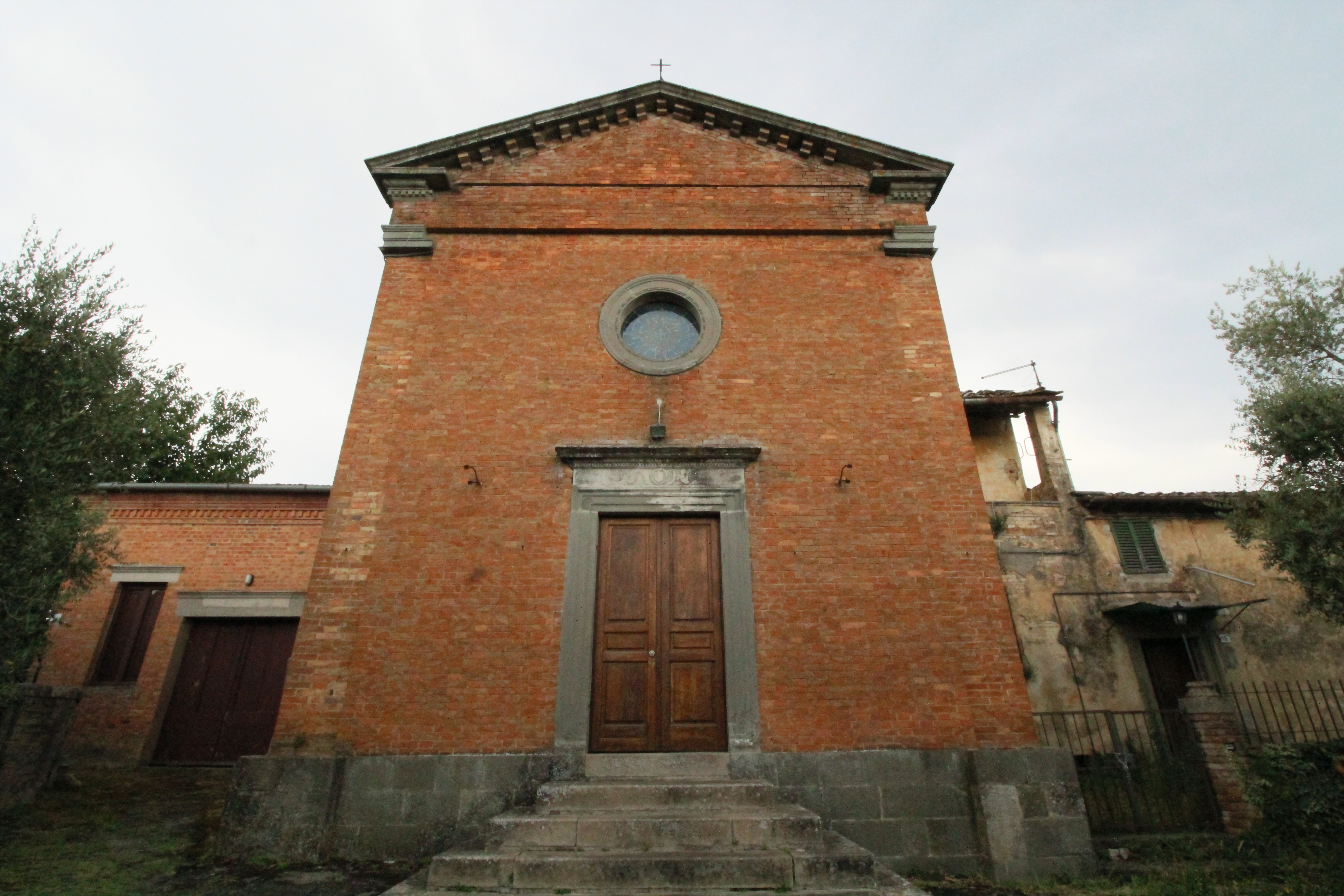
L'église Saint-Thomas-l'Apôtre à Val di Pugna (Sienne).

Alida épousa Bindo Bellanti, un noble de Sienne et fut toute sa vie une épouse exemplaire. À la mort de celui-ci, alors qu'elle avait 30 ans, malgré les nombreux prétendants qui la sollicitèrent, elle resta veuve et entra dans le tiers ordre des Umiliati pour y soigner les malades jusqu'à sa mort. 
Les biens qui lui restaient furent distribués aux pauvres, et sa dépouille mortelle repose dans l'église Saint-Thomas-l'Apôtre à Sienne.
Sainte Alde est fêtée le 26 avril.